# Dream Chaser
Dream Chaser (en anglais « Poursuivant de rêve ») est un vaisseau cargo développé par la société Sierra Nevada pour transporter du fret jusqu'à la Station spatiale internationale. D'une masse d'environ 20 tonnes au lancement pour une longueur de neuf mètres, ce véhicule partiellement réutilisable peut emporter 5,5 tonnes de fret et ramener sur Terre environ 1,75 tonne. Le Dream Chaser est une navette spatiale de type corps portant fortement inspirée du HL-20, prototype développé par la NASA à la fin des années 1980. Il décolle verticalement au sommet d'un lanceur classique et atterrit comme la navette spatiale américaine sur une piste d'atterrissage. La navette spatiale doit assurer six missions de ravitaillement de la station spatiale. Son premier vol orbital est initialement planifié en 2023, puis décalé au mois de mai 2025,. Il doit être placé en orbite par un lanceur Vulcan, dont le premier vol a lieu le 8 janvier 2024.

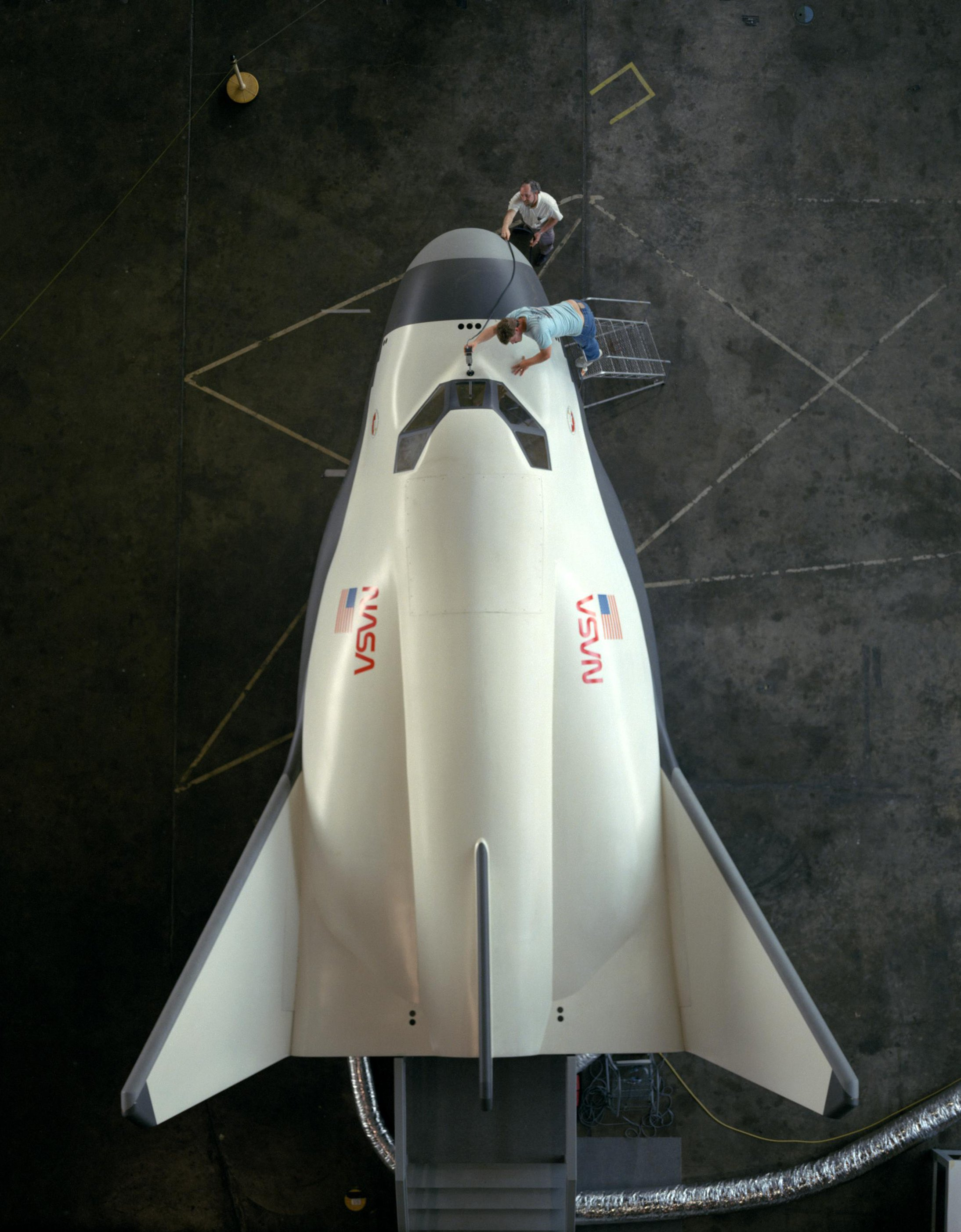
Maquette du HL-20 réalisée en 1992 par la NASA dont s'inspire le Dream Chaser.

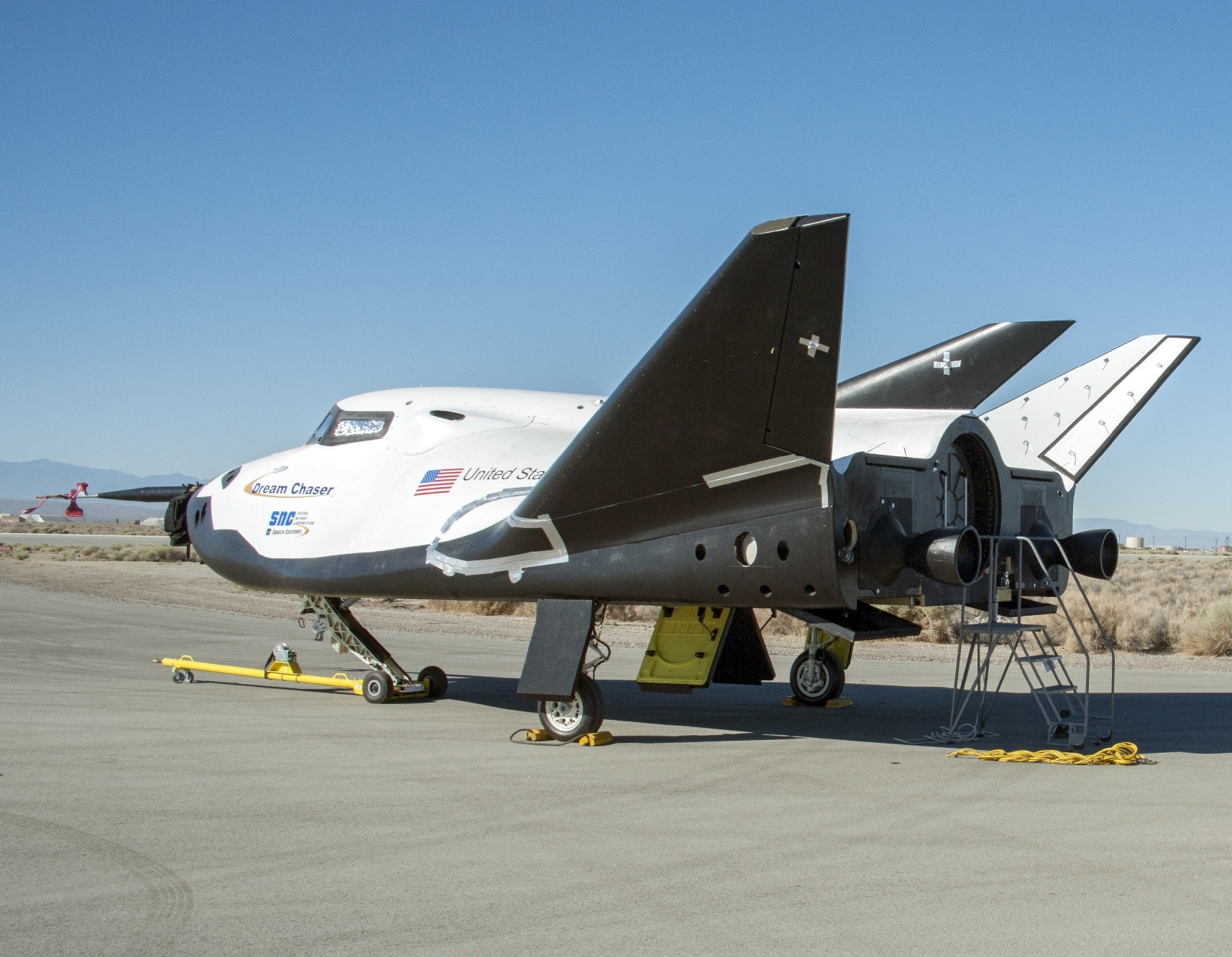
Un exemplaire de Dream Chaser utilisé pour les tests en juillet 2013 (vue de l'arrière).

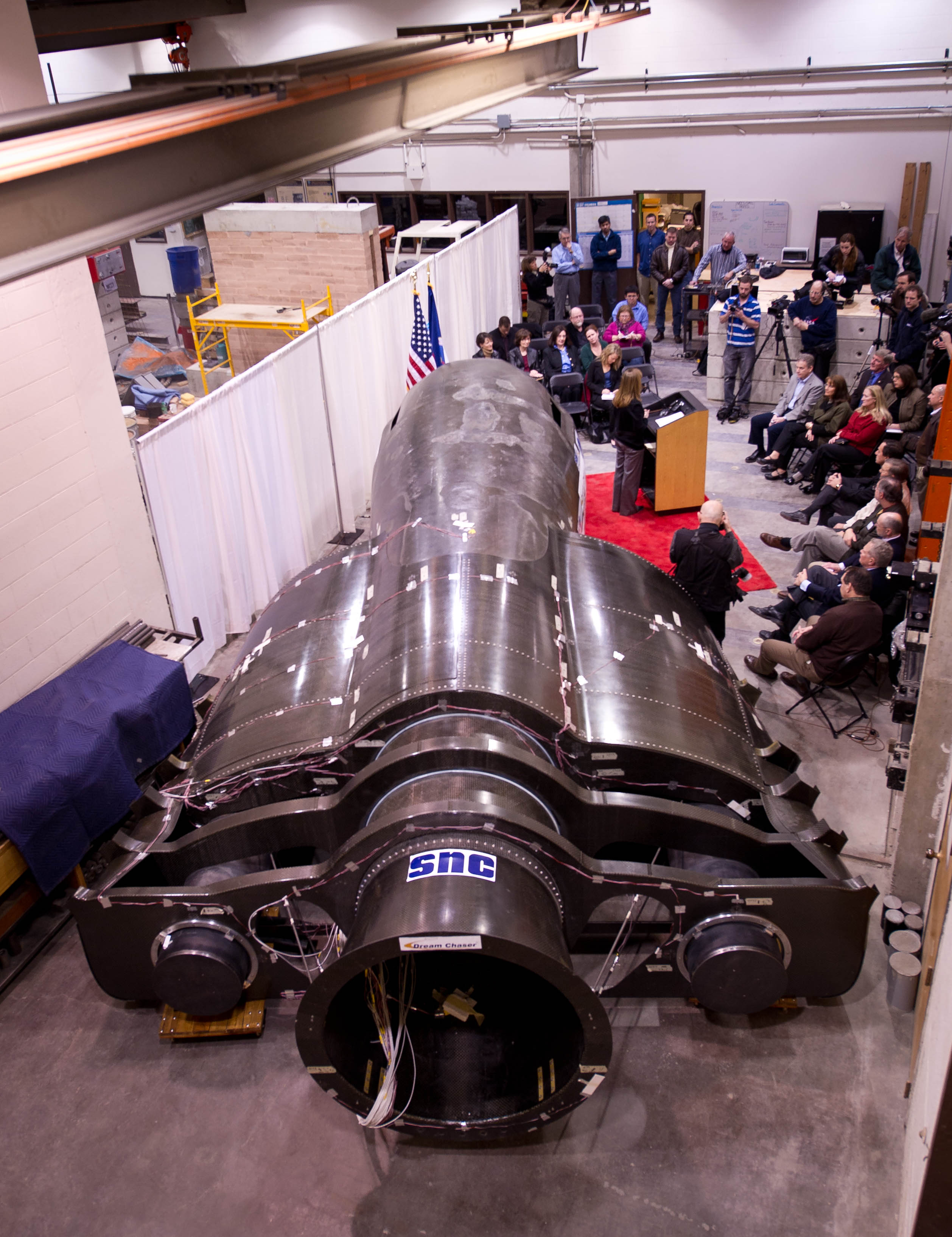
Un véhicule de test de rentrée atmosphérique du Dream Chaser en cours de fabrication en 2011.

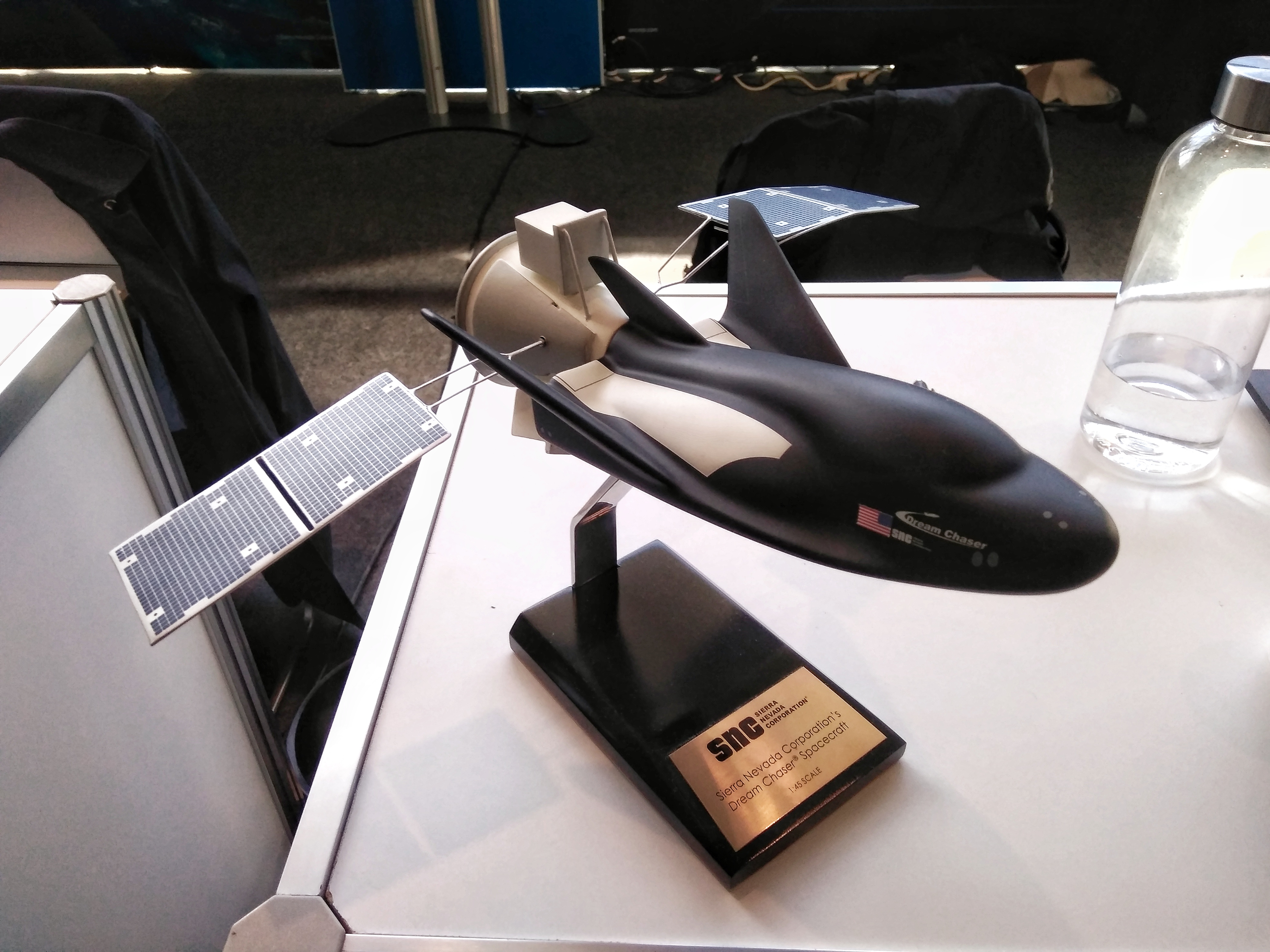
La maquette de la version qui doit effectuer son premier vol en 2023 ; le module cargo est fixé à l'arrière.

Le projet Dream Chaser débute en 2004. Il est développé pour répondre à l'appel d'offres COTS de la NASA portant sur le ravitaillement de la Station spatiale internationale, mais n'est pas retenu. En février 2010, il est sélectionné pour la première phase du programme Commercial Crew Development (CCDev) de la NASA dont l'objectif est d'assurer la relève des équipages de la station spatiale, mais une fois de plus n'est pas retenu. Il est finalement sélectionné début 2016, dans le cadre du deuxième contrat passé par la NASA pour le ravitaillement de la station spatiale, CRS 2.

## Précurseurs

### Navette spatiale soviétique BOR-4
Dream Chaser reprend une architecture dérivée du corps portant HL-20 développé durant sept ans par la NASA à la fin des années 1980. À cette époque, les ingénieurs soviétiques développent une mini-navette spatiale, de type corps portant, baptisée BOR-4. Ils lancent dans l'espace avec succès un prototype à échelle réduite à quatre reprises entre 1982 et 1984. À compter de 1983, les ingénieurs du centre de recherche Langley de la NASA réalisent des maquettes sur la base des photos du BOR-4 et testent celles-ci dans leurs souffleries. Le modèle s'avère très stable dans toutes les conditions de vol rencontrées, de la vitesse subsonique à Mach 20, présentant une charge thermique réduite durant la rentrée atmosphérique et une capacité de déport de 2 040 km par rapport à la destination initiale. Des modifications sont apportées à la conception initiale pour améliorer l'aérodynamique à basse vitesse avec l'aide des ingénieurs qui ont travaillé dans les années 1960 sur le corps portant HL-10 de Northrop, qui à l'époque est testé durant 1 200 heures en soufflerie.

### L'ancêtre duDream Chaser: le HL-20
L'accident de la navette spatiale Challenger en 1986 met en évidence la nécessité pour les astronautes de la future Station spatiale internationale de disposer d'un vaisseau de secours leur permettant de rentrer sur Terre en cas d'urgence et d'indisponibilité des navettes. Fin 1986, le centre Langley étudie le développement d'une mini-navette HL-20 (Horizontal Landing 20) à partir du dessin du BOR-4 soviétique. Le vaisseau HL-20 est conçu pour ramener un équipage de huit personnes sur Terre. Son coût de mise en œuvre est peu élevé, son coefficient de sécurité est important, et elle peut atterrir sur des pistes d'atterrissage aux caractéristiques standard. Une maquette à l'échelle 1 est utilisée pour effectuer des tests d'habilité et plusieurs sociétés aérospatiales américaines réalisent des études d'industrialisation. Mais le projet est arrêté en 1993 à la suite de la décision américaine de développer la Station spatiale internationale avec la Russie. Dans cette nouvelle configuration, le vaisseau Soyouz joue le rôle de vaisseau de secours. Le Dream Chaser, développé par Sierra Nevada pour répondre aux besoins de la NASA, reprend les plans du HL-20 en les adaptant aux besoins (transport de fret pour le ravitaillement de la Station spatiale internationale).

## Architecture technique
Le Dream Chaser décolle verticalement au sommet d'un lanceur et atterrit comme un planeur. Grâce à sa forme, propre à tout corps portant, il dispose d'une portance importante qui joue un rôle central dans la manière dont il revient sur Terre. Lors de la rentrée atmosphérique, un véhicule spatial classique subit une décélération très forte (3 à 4 g voire beaucoup plus) alors que la mini-navette peut limiter cette décélération à 1,5 g. Sa portance lui permet de se poser comme un planeur sur une piste d'aéroport. Contrairement à la navette spatiale américaine, une piste de longueur standard peut être utilisée. Enfin il dispose de la capacité de se déporter de 1 500 km durant son retour sur Terre pour rejoindre éventuellement un aéroport différent si celui visé initialement est indisponible pour des raisons météorologiques. Le vaisseau peut être lancé au moins 15 fois et 90 % de ses composants sont réutilisables.

## Caractéristiques techniques détaillées
Le Dream Chaser est composé de la navette spatiale proprement dite, fortement inspirée du HL-20, et d'un module cargo de forme conique fixé à son extrémité arrière, qui est utilisé principalement pour stocker du fret et est largué puis détruit au moment du retour sur Terre. La navette spatiale, dont la masse à vide est d'environ neuf tonnes, a une longueur d'environ neuf mètres pour une envergure d'environ sept mètres. Cette envergure n'est que de cinq mètres dans sa configuration de lancement, où les extrémités d'aile sont repliées pour tenir sous la coiffe du lanceur.

### Propulsion
Le Dream Chaser dispose d'une propulsion lui permettant de modifier son orbite, de contrôler son attitude et d'éjecter la navette en cas de problèmes lors du lancement. Le delta-V total est de 270 m/s pour les changements d'orbite et de propulseurs utilisant des ergols hypergoliques pour le contrôle d'attitude. Dans la proposition initiale à la NASA, le Dream Chaser utilise une propulsion hybride pour les changements d'orbite.

### Énergie
L'énergie est fournie par des panneaux solaires orientables fixés de part et d'autre du module cargo. Ceux-ci permettent de fournir jusqu'à 1 500 watts dont 750 peuvent être utilisés pour alimenter la charge utile.

### Régulation thermique
La température de la navette spatiale est maintenue dans une fourchette donnée par un système de régulation thermique actif ACTS comprenant deux circuits indépendants, dans lesquels circule un mélange d'eau et de propylène glycol qui traverse les principales sources de chaleur. Six radiateurs d'une superficie totale de 10,7 m2, fixés à la surface du module cargo et exposés dans l'espace sont chargés d'évacuer l'énergie thermique transportée par le circuit de refroidissement. Ils permettent de dissiper entre 610 et 1 142 watts

### Amarrage
Le Dream Chaser ne dispose pas de sas mais d'une simple écoutille placée à l'arrière du module cargo. Après une phase d'approche, le vaisseau est saisi par le bras télécommandé de la Station spatiale internationale et amarré à une des écoutilles de la station.

### Charge utile
Le Dream Chaser peut transporter jusqu'à la station spatiale au maximum 5,5 tonnes de fret. Celui-ci peut comprendre jusqu'à 5 tonnes de fret pressurisé, c'est-à-dire placé dans la partie pressurisée du vaisseau communiquant avec l'intérieur de la station spatiale après l'amarrage, et 1,5 tonne de fret non pressurisé à destination des parties extérieures de la station spatiale (pièces de rechange des appareils, expériences scientifiques exposées dans l'espace). La partie pressurisée a un volume total (avec le module cargo) de 15,3 m3. Lors du retour sur Terre, le vaisseau peut ramener 1,75 tonne de fret dans la partie pressurisée de la navette (résultats d'expériences, combinaison spatiale à réparer, expérience scientifique, etc.) La soute peut contenir 1,75 tonne de fret auxquels s'ajoutent 500 kg de fret externe. Les déchets de la station spatiale sont stockés dans le module externe pour être détruits durant la rentrée.

### Module cargoShooting Star
Le Dream Chaser est équipé d'un module cargo non réutilisable nommé Shooting Star (« étoile filante »). Il peut transporter environ quatre tonnes de fret à l'aller et des déchets au retour, puisqu'il brûle dans l'atmosphère. Il est équipé de panneaux solaires, de systèmes de propulsion et de trois casiers fixés sur les côtés pour le transport de fret non pressurisé, dont le volume cumulé est de 7,2 m3. Le 31 mai 2022, Sierra Space annonce un partenariat avec Spirit AeroSystems pour la production du module.

### Comparaison des versions passager et cargo
Une première version du Dream Chaser est proposée à la NASA pour assurer la relève des équipages. La version finalement retenue est utilisée pour transporter du fret. Les principales différences entre les deux versions sont présentées dans le tableau ci-dessous.
| Caractéristique | Version passager                                                                       | Version cargo (version retenue par la NASA)                                        |
| --------------- | -------------------------------------------------------------------------------------- | ---------------------------------------------------------------------------------- |
| Lancement       | Pas de coiffe pour permettre l'éjection                                                | Coiffe                                                                             |
| Ailes           | Ailes non repliables                                                                   | Ailes repliables                                                                   |
| Module externe  |                                                                                        | Module cargo supplémentaire permettant d'ajouter du fret                           |
| Propulsion      | Propulsion principale pour permettre l'éjection et des manœuvres orbitales importantes |                                                                                    |
| Charge utile    | 7 passagers + fret                                                                     | 5 tonnes de fret pressurisé et 500 kg non pressurisé 1,75 tonne fret ramené au sol |
| Type de fret    | Fret pressurisé aller / retour                                                         | Fret pressurisé aller/retour Fret non pressurisé aller Déchets détruits au retour  |
| Aménagements    | Hublots Sièges                                                                         |                                                                                    |
| Équipements     | Système de support de vie Système de contrôle environnemental                          | Panneaux solaires sur le module externe                                            |

## Lancement

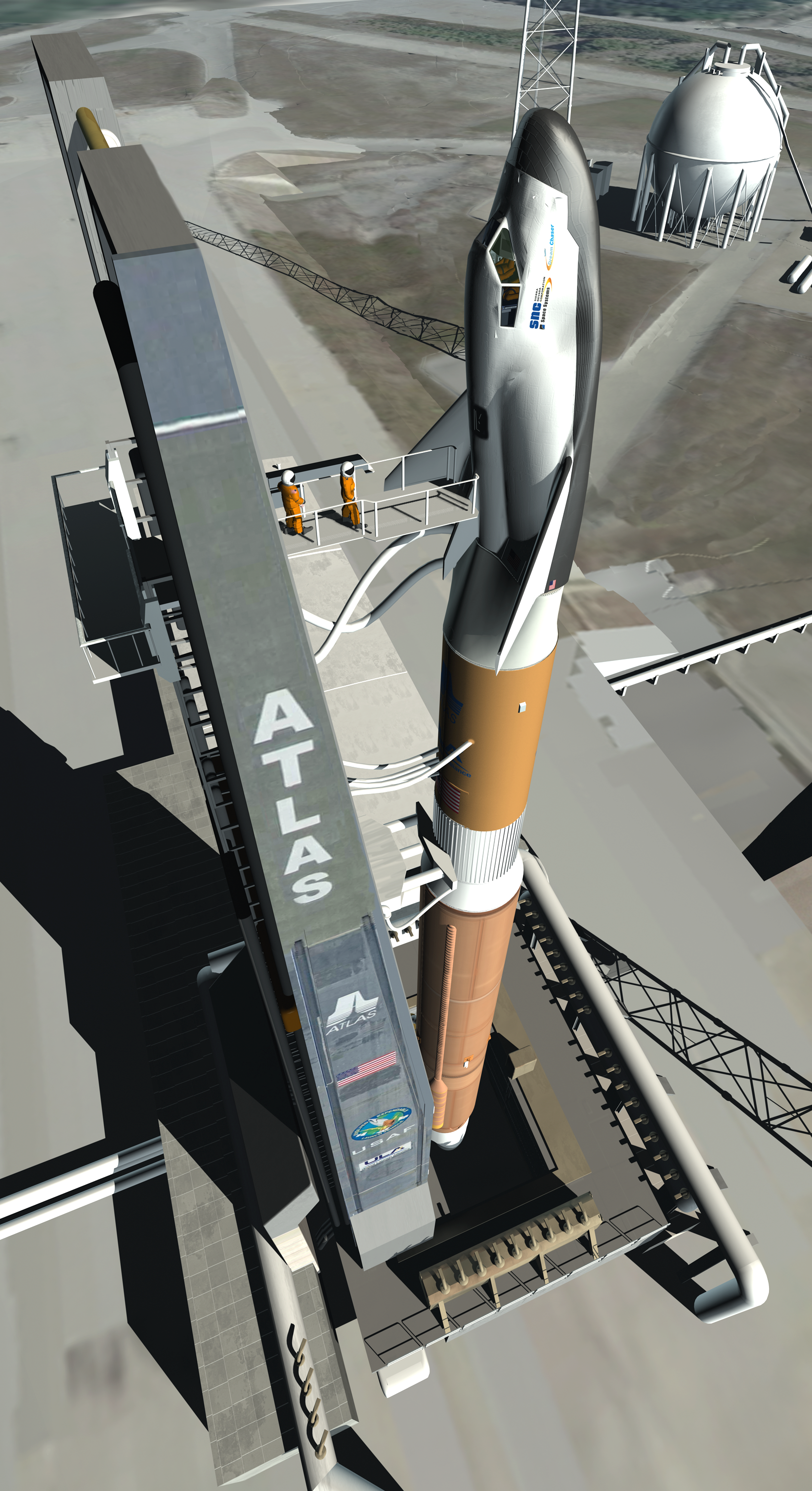
Un Dream Chaser au sommet d'un lanceur Atlas V (vue d'artiste).

Le vaisseau Dream Chaser est placé en orbite par un lanceur Vulcan de United Launch Alliance qui décolle depuis Cap Canaveral. Si ce lanceur en cours de développement n'est pas disponible, un lanceur Atlas V est utilisé,.  

## Historique

### Première proposition pour le programme COTS
En 2006, la NASA lance l'appel d'offres COTS destiné à sous-traiter à l'industrie spatiale privée une partie du ravitaillement de la Station spatiale internationale afin de compenser le retrait de la navette spatiale américaine programmé pour fin 2010. La société SpaceDev propose un véhicule spatial de type corps portant baptisé Dream Chaser dérivé du HL-20 développé durant 7 ans par la NASA à la fin des années 1980 et qui à l'époque est testé durant 1 200 heures en soufflerie. SpaceDev, qui emploie à l'époque quelques dizaines de personnes, est créée en 1997 par Jim Benson (en) et reprend en 1999 toutes les licences dans le domaine de la propulsion hybride détenues par la société American Rocket Company qui a fait faillite en 1996. SpaceDev développe le micro satellite CHIPSat et fournit le propulseur hybride de SpaceShipOne. Le Dream Chaser est sélectionné pour la première phase du programme COTS mais est éliminé au tour suivant.

### Rachat de SpaceDev par Sierra Nevada Corporation
Jim Benson (en) décide en 2006 de quitter la société pour développer le Dream Chaser et le proposer pour des vols suborbitaux en le motorisant avec une propulsion hybride développée par SpaceDev mais il meurt en 2008. Parallèlement, en 2007, SpaceDev signe un accord de partenariat avec United Launch Alliance pour que le Dream Chaser puisse être lancé par un lanceur Atlas V. À la suite du décès de Benson, SpaceDev est rachetée en décembre 2008 par le fabricant d'électronique militaire Sierra Nevada Corporation (SNC) qui emploie près de 3 000 personnes et qui est implantée à Denver dans le Colorado. SpaceDev change son nom en Sierra Nevada Corporation's Space Systems en 2009. 

### Le programme CCDeV de la NASA
Depuis le retrait, pour des raisons de sécurité, de la navette spatiale américaine en juillet 2011, la relève des équipages de la Station spatiale internationale est uniquement assurée par les vaisseaux russes Soyouz. Cette situation place l'agence spatiale américaine dans une situation de dépendance vis-à-vis de l'agence spatiale russe mal supportée et coûteuse (426 millions $ pour le transport des astronautes américains au titre de l'année 2016 et du premier semestre 2017). La NASA décide de confier au secteur privé le développement d'un nouveau véhicule spatial dont le rôle est d'assurer la relève des astronautes américains séjournant à bord de la Station spatiale. Elle lance à cet effet le programme CCDeV dont l'objectif est de financer les premiers développements de plusieurs propositions de sélectionner le meilleur candidat. 

### Sélection du Dream Chaser
SNC fait partie des sociétés qui répondent à l'appel d'offres du programme CCDeV en proposant d'utiliser son Dream Chaser pour le transport d'astronautes. Le 1er février 2010, le Dream Chaser est sélectionné par la NASA pour la première phase du programme. SNC reçoit 20 millions de dollars américains pour fournir une étude détaillée. Il est opposé durant cette phase au projet plus classique proposé par la société Boeing associé à Bigelow Aerospace : la capsule CST-100 Starliner. En avril 2011, elle reçoit 80 millions de dollars pour continuer à développer ce projet.

### Développement du projet
En août 2012, le projet Dream Chaser est sélectionné pour faire partie de la phase 3 du programme Commercial Crew Development (CCDev).
En mai 2013, la Sierra Nevada Corporation Space Systems franchit deux nouvelles étapes importantes dans le cadre du CCiCap (Commercial Crew Integrated Capability) de la NASA. Le premier est le « Program Implementation Review » soit l'examen de la mise en œuvre du programme, en fournissant à la NASA les plans détaillés pour faire avancer le Dream Chaser pour le transport d'équipage. La SNC a également remis son analyse de fiabilité et de sécurité sur les systèmes intégrés des principaux composants du vaisseau et le lanceur Atlas 5 de United Launch Alliance .

### Premiers tests en vol
En juillet 2013, le Dream Chaser baptisé « Eagle », arrivé au centre de recherche Dryden, commence plusieurs séries de tests de roulage de 10 à 100 kilomètres à l'heure, au moyen d'un véhicule de tractage et de remorquage adapté. La navette Enterprise a suivi le même genre de test en 1977 pour sa phase de tests d'approche et d'atterrissage (ALT) réalisée au centre de recherche Edwards de la NASA.
Ces tests sont les prémices du premier vol libre, qui a lieu le 26 octobre 2013. Largué d'un hélicoptère à 4 000 m d'altitude pour effectuer un vol plané, le prototype s'écrase sur la piste d’atterrissage de la base aérienne Edwards en raison d'une défaillance de son train d'atterrissage. 
Le 10 janvier 2014, l'Agence spatiale européenne entre dans le projet en signant un accord prévoyant l'identification de technologies européennes susceptibles d'être adaptées au Dream Chaser, ainsi qu'une série d'études sur des missions habitées au-delà de la Station spatiale internationale et la possibilité de créer un consortium industriel comprenant des partenaires européens afin d'utiliser le Dream Chaser dans le cadre de missions européennes. L'ESA annonce qu'elle propose également ce type d'accord aux deux autres projets concurrents.
Le projet n'est finalement pas retenu par la NASA lors de la sélection finale publiée le 16 septembre 2014, où ses deux concurrents sont retenus.
| Caractéristique                               | CST-100                                  | Dragon V2 | Dream Chaser                                           | Soyouz TMA m/MMS                                   |
| --------------------------------------------- | ---------------------------------------- | --- | ------------------------------------------------------ | -------------------------------------------------- |
| Constructeur                                  | Boeing                                   | SpaceX | Sierra Nevada                                          | RKK Energia                                        |
| Type véhicule de rentrée                      | Capsule classique                        | Capsule classique | Corps portant                                          | Capsule classique                                  |
| Masse                                         | 10 tonnes                                | 7,5-10 tonnes | 11,3 tonnes                                            | 7,15 tonnes                                        |
| Diamètre externe                              | 4,56 m                                   | 3,6 m | 7 m                                                    | 2,72 m (module descente 2,2 m)                     |
| Longueur                                      | 5,03 m                                   | 7,2 m | 9 m                                                    | 7,48 m                                             |
| Volume pressurisé                             | 11 m3                                    | 9,3 m3 | 16 m3                                                  | 4 + 6,5 m3                                         |
| Source énergie                                | Panneaux solaires + batteries            | Panneaux solaires | Batteries                                              | Panneaux solaires                                  |
| Système d'éjection                            | Propulseurs intégrés                     | Propulseurs intégrés | Propulseurs intégrés                                   | Tour de sauvetage                                  |
| Autonomie en vol libre                        | 60 heures                                | Une semaine | ?                                                      | 4 jours                                            |
| Méthode d'atterrissage                        | Parachutes + coussins gonflables (Terre) | Atterrissage vertical propulsé (finalement abandonné pour les parachutes)                                                                     | Vol plané                                              | Parachutes + propulsion pour la vitesse résiduelle |
| Site d'atterrissage                           | Terre ou Mer                             | Mer | Piste d'atterrissage                                   | Terre                                              |
| Lanceur                                       | Atlas V                                  | Falcon 9 | Atlas V                                                | Soyouz                                             |
| Réutilisable ? pour l'utilisation par la NASA | Non                                      | Oui | Oui                                                    | Non                                                |
| Autres caractéristiques                       |                                          | Parachutes de secours en cas de défaillance du système d'atterrissage propulsif (finalement utilisés comme méthode d'atterrissage principale) | À l'atterrissage déportation possible jusqu'à 1 500 km | Partie pressurisée subdivisée en deux modules      |

### Sélection pour le deuxième programme de ravitaillement de la Station spatiale internationale (janvier 2016)
Début 2016, la NASA sélectionne les sociétés qui assurent le ravitaillement de la Station spatiale internationale à compter de 2019 dans le cadre de son second contrat CRS 2. Les vainqueurs du premier contrat, SpaceX et Orbital ATK sont retenus mais la NASA sélectionne également le Dream Chaser dans sa version cargo. Dans le cadre du contrat, le vaisseau doit effectuer au moins six vols de ravitaillement. Début 2017, Sierra Nevada passe commande de 2 lanceurs Atlas V pour le lancement de son cargo spatial. 

### Campagne de tests (février 2017-)
Un modèle d'ingénierie de la nouvelle version du vaisseau spatial est acheminé à la base aérienne Edwards pour réaliser une série de tests. Après des tests de roulage sur la piste d'atterrissage destinés à vérifier la capacité de l'engin à tenir sa direction et à freiner jusqu'à son arrêt complet, un premier vol effectué accroché par des suspentes à un hélicoptère lourd est effectué le 30 août 2017 pour tester le comportement aérodynamique en vol à basse vitesse et en configuration d'atterrissage avec le train d'atterrissage sorti. Un vol libre avec largage à basse altitude a eu lieu le 11 novembre 2017 pour tester la capacité du Dream Chaser à se poser de manière autonome. L'essai s'est déroulé avec succès à la base Edwards,.
En août 2019, le premier vol du Dream Chaser vers l'ISS est annoncé pour 2021. Le lancement sera finalement reporté à 2023, puis à mai 2025.

## Autres utilisations
Le Bureau des affaires spatiales des Nations unies (appelé plus souvent BAS-NU ou UNOOSA) a choisi le Dream Chaser pour sa première mission spatiale. Il est prévu que la navette reste en orbite basse pendant deux semaines et embarque des expériences scientifiques de plusieurs pays n'ayant pas d'accès indépendant à l'espace. Ce premier vol est prévu pour 2024.
Il est aussi prévu que le Dream Chaser serve pour transporter des astronautes et du fret vers la future station spatiale orbitale Orbital Reef (en), conçue en collaboration avec Blue Origin et Boeing, dont Sierra fournira aussi le module gonflable LIFE. 
Sierra Space envisage aussi depuis 2021 une version du Dream Chaser adaptée aux besoins de l'armée américaine, sans toutefois préciser quelles seront les différences avec les autres version de la navette.